# Primera División de España 1981-82
La temporada 1981/82 de la Primera División de España corresponde a la edición 51.ª del campeonato. El torneo se disputó del 19 de septiembre de 1981 al 25 de abril de 1982.
La Real Sociedad revalidó el título conquistado la temporada anterior y logró la segunda liga de su historia.

## Sistema de competición
La Primera División de España 1981/82 fue organizada por la Real Federación Española de Fútbol. Tomaron parte dieciocho equipos de toda la geografía española, integrados en un grupo único. Siguiendo un sistema de liga, se enfrentaron todos contra todos en dos ocasiones -una en campo propio y otra en campo contrario- sumando un total de 34 jornadas. El orden de los encuentros se decidió por sorteo antes de empezar la competición.
La clasificación final se estableció con arreglo a los puntos obtenidos en cada enfrentamiento, a razón de dos por partido ganado, uno por empatado y ninguno en caso de derrota. Los mecanismos para desempatar la clasificación, si al finalizar el campeonato dos equipos igualaban a puntos, fueron los siguientes:
1. El que tuviera una mayor diferencia en el goal average o promedio de goles (cociente entre goles a favor y en contra) en los enfrentamientos entre ambos.
2. Si persistiera el empate, el que tuviera el mayor goal average en todos los encuentros del campeonato.

### Efectos de la clasificación
El equipo que más puntos sumó al final del campeonato fue proclamado campeón de liga y obtuvo el derecho automático a participar en la siguiente edición de la Copa de Europa.
Los cuatro mejores calificados, al margen de los clasificados para disputar la Copa de Europa (esto es, el campeón de Liga) y la Recopa de Europa (el campeón de la Copa del Rey), obtuvieron una plaza para participar en la Copa de la UEFA de la próxima temporada.
Por su parte, los tres últimos clasificados descendieron a Segunda División, de la que ascendieron, recíprocamente, tres equipos.

### Desarrollo del campeonato
Tras protagonizar un brillante final de temporada (sumó nueve de los diez puntos posibles), la Real Sociedad, entrenada por Alberto Ormaetxea, se alzó con su segunda liga consecutiva, derrotando en la última jornada al Athletic en Atocha por 2-1. El equipo de San Sebastián volvió a hacer historia superando en la tabla al F. C. Barcelona y al Real Madrid.

## Clubes participantes y estadios
Tomaron parte en la competición de dieciocho equipos. El RC Celta de Vigo, la UD Salamanca y el CD Málaga ascendieron de Segunda División para reemplazar a los descendidos Cádiz CF, Hércules CF y CD Castellón.
| Equipo                       | Ciudad                     | Estadio                   |
| ---------------------------- | -------------------------- | ------------------------- |
| Athletic Club                | Bilbao                     | San Mamés                 |
| Club Atlético de Madrid      | Madrid                     | Vicente Calderón          |
| Futbol Club Barcelona        | Barcelona                  | Camp Nou                  |
| Real Betis Balompié          | Sevilla                    | Benito Villamarín         |
| Cádiz Club de Fútbol         | Cádiz                      | Estadio Ramón de Carranza |
| Club Deportivo Castellón     | Castellón                  | Castalia                  |
| Real Club Deportivo Español  | Barcelona                  | Sarriá                    |
| Hércules Club de Fútbol      | Alicante                   | José Rico Pérez           |
| Unión Deportiva Las Palmas   | Las Palmas de Gran Canaria | Insular                   |
| Club Atlético Osasuna        | Pamplona                   | El Sadar                  |
| Real Racing Club             | Santander                  | El Sardinero              |
| Real Madrid Club de Fútbol   | Madrid                     | Santiago Bernabéu         |
| Real Sociedad de Fútbol      | San Sebastián              | Atocha                    |
| Sevilla Fútbol Club          | Sevilla                    | Ramón Sánchez Pizjuán     |
| Real Sporting de Gijón       | Gijón                      | El Molinón                |
| Valencia Club de Fútbol      | Valencia                   | Luis Casanova             |
| Real Valladolid Deportivo    | Valladolid                 | Nuevo José Zorrilla       |
| Real Zaragoza Club Deportivo | Zaragoza                   | La Romareda               |

Fuente: Anuario de la RFEF

## Clasificación

### Clasificación final
| Pos. | Equipo              | Pts. | PJ | G  | E | P  | GF | GC | Dif. | Clasificación 1982-83                          |
| ---- | ------------------- | ---- | -- | -- | - | -- | -- | -- | ---- | ---------------------------------------------- |
| 1    | Real Sociedad (C)   | 47   | 34 | 20 | 7 | 7  | 58 | 33 | +25  | Dieciseisavos de final de la Copa de Campeones |
| 2    | Barcelona           | 45   | 34 | 19 | 7 | 8  | 75 | 40 | +35  | Dieciseisavos de final de la Recopa de Europa  |
| 3    | Real Madrid         | 44   | 34 | 18 | 8 | 8  | 57 | 34 | +23  | Dieciseisavos de final de la Recopa de Europa  |
| 4    | Athletic Club       | 40   | 34 | 18 | 4 | 12 | 63 | 41 | +22  | Treintaidosavos de final de la Copa de la UEFA |
| 5    | Valencia            | 39   | 34 | 17 | 5 | 12 | 54 | 46 | +8   | Treintaidosavos de final de la Copa de la UEFA |
| 6    | Real Betis          | 36   | 34 | 15 | 6 | 13 | 53 | 44 | +9   | Treintaidosavos de final de la Copa de la UEFA |
| 7    | Sevilla             | 35   | 34 | 15 | 5 | 14 | 52 | 39 | +13  | Treintaidosavos de final de la Copa de la UEFA |
| 8    | Atlético de Madrid  | 34   | 34 | 15 | 4 | 15 | 38 | 37 | +1   |                                                |
| 9    | Real Valladolid     | 34   | 34 | 13 | 8 | 13 | 40 | 53 | −13  |                                                |
| 10   | Osasuna             | 34   | 34 | 14 | 6 | 14 | 45 | 45 | 0    |                                                |
| 11   | Real Zaragoza       | 34   | 34 | 13 | 8 | 13 | 45 | 56 | −11  |                                                |
| 12   | Racing de Santander | 32   | 34 | 12 | 8 | 14 | 41 | 52 | −11  |                                                |
| 13   | Español             | 32   | 34 | 13 | 6 | 15 | 48 | 55 | −7   |                                                |
| 14   | Sporting de Gijón   | 29   | 34 | 10 | 9 | 15 | 38 | 44 | −6   |                                                |
| 15   | Las Palmas          | 29   | 34 | 11 | 7 | 16 | 41 | 53 | −12  |                                                |
| 16   | Cádiz               | 29   | 34 | 13 | 3 | 18 | 31 | 47 | −16  | Descenso de categoría                          |
| 17   | Hércules            | 27   | 34 | 11 | 5 | 18 | 41 | 52 | −11  | Descenso de categoría                          |
| 18   | Castellón           | 12   | 34 | 3  | 6 | 25 | 33 | 82 | −49  | Descenso de categoría                          |

 Fuente: BDFutbol
Notas:
1. ↑  El Barcelona se clasificó para la Recopa de Europa 1982-83 como campeón defensor del torneo.

### Evolución de la clasificación
| Equipo / Jornada | 1  | 2  | 3  | 4  | 5  | 6  | 7  | 8  | 9  | 10 | 11 | 12 | 13 | 14 | 15 | 16 | 17 | 18 | 19 | 20 | 21 | 22 | 23 | 24 | 25 | 26 | 27 | 28 | 29 | 30 | 31 | 32 | 33 | 34 |
| Equipo / Jornada |    |    |    |    |    |    |    |    |    |    |    |    |    |    |    |    |    |    |    |    |    |    |    |    |    |    |    |    |    |    |    |    |    |    |
| ---------------- | -- | -- | -- | -- | -- | -- | -- | -- | -- | -- | -- | -- | -- | -- | -- | -- | -- | -- | -- | -- | -- | -- | -- | -- | -- | -- | -- | -- | -- | -- | -- | -- | -- | -- |
| Real Sociedad    | 2  | 2  | 1  | 1  | 1  | 1  | 1  | 1  | 1  | 1  | 1  | 1  | 2  | 2  | 3  | 2  | 3  | 3  | 3  | 3  | 3  | 3  | 3  | 3  | 3  | 2  | 2  | 2  | 3  | 2  | 2  | 2  | 1  | 1  |
| Barcelona        | 1  | 5  | 4  | 4  | 3  | 2  | 2  | 2  | 2  | 2  | 2  | 2  | 1  | 1  | 1  | 1  | 1  | 1  | 1  | 2  | 2  | 2  | 1  | 1  | 1  | 1  | 1  | 1  | 1  | 1  | 1  | 1  | 2  | 2  |
| Real Madrid      | 14 | 12 | 11 | 5  | 8  | 4  | 7  | 4  | 4  | 3  | 3  | 3  | 3  | 3  | 2  | 3  | 2  | 2  | 2  | 1  | 1  | 1  | 2  | 2  | 2  | 3  | 3  | 3  | 2  | 3  | 3  | 3  | 3  | 3  |
| Athletic Club    | 15 | 10 | 13 | 16 | 17 | 15 | 12 | 9  | 11 | 13 | 8  | 13 | 8  | 5  | 8  | 5  | 6  | 5  | 6  | 5  | 4  | 4  | 4  | 4  | 5  | 4  | 4  | 5  | 5  | 5  | 4  | 4  | 4  | 4  |
| Valencia         | 16 | 7  | 9  | 13 | 9  | 12 | 8  | 8  | 6  | 6  | 5  | 8  | 6  | 9  | 7  | 9  | 7  | 7  | 5  | 7  | 6  | 6  | 5  | 5  | 4  | 5  | 5  | 4  | 4  | 4  | 5  | 5  | 5  | 5  |
| Betis            | 13 | 16 | 18 | 15 | 16 | 14 | 16 | 13 | 10 | 7  | 10 | 6  | 5  | 6  | 5  | 6  | 5  | 6  | 7  | 6  | 5  | 5  | 6  | 6  | 6  | 6  | 7  | 7  | 7  | 7  | 6  | 7  | 6  | 6  |
| Sevilla          | 11 | 17 | 15 | 17 | 15 | 17 | 17 | 14 | 12 | 14 | 16 | 11 | 15 | 17 | 13 | 11 | 12 | 14 | 12 | 16 | 14 | 15 | 15 | 14 | 11 | 12 | 11 | 12 | 11 | 9  | 8  | 6  | 9  | 7  |
| Atlético         | 4  | 6  | 7  | 7  | 7  | 7  | 6  | 7  | 8  | 11 | 14 | 17 | 13 | 10 | 12 | 10 | 8  | 9  | 11 | 15 | 13 | 9  | 8  | 10 | 13 | 15 | 13 | 10 | 13 | 12 | 12 | 10 | 10 | 8  |
| Real Valladolid  | 8  | 13 | 8  | 11 | 11 | 13 | 11 | 16 | 14 | 16 | 13 | 16 | 12 | 12 | 9  | 7  | 10 | 8  | 9  | 10 | 12 | 14 | 11 | 13 | 10 | 11 | 12 | 14 | 12 | 13 | 13 | 12 | 12 | 9  |
| Osasuna          | 6  | 1  | 2  | 2  | 2  | 3  | 3  | 5  | 7  | 10 | 11 | 15 | 9  | 14 | 11 | 13 | 14 | 12 | 10 | 8  | 9  | 8  | 10 | 11 | 9  | 10 | 9  | 9  | 8  | 10 | 9  | 8  | 7  | 10 |
| Real Zaragoza    | 3  | 3  | 3  | 3  | 4  | 5  | 4  | 3  | 3  | 4  | 4  | 4  | 4  | 4  | 4  | 4  | 4  | 4  | 4  | 4  | 7  | 7  | 7  | 7  | 7  | 7  | 6  | 6  | 6  | 6  | 7  | 9  | 8  | 11 |
| Racing           | 7  | 11 | 6  | 9  | 6  | 8  | 9  | 11 | 13 | 8  | 6  | 7  | 10 | 8  | 10 | 14 | 15 | 16 | 14 | 13 | 11 | 10 | 13 | 9  | 8  | 8  | 10 | 8  | 10 | 11 | 11 | 13 | 13 | 12 |
| Espanyol         | 17 | 18 | 17 | 14 | 14 | 16 | 15 | 17 | 15 | 17 | 15 | 10 | 14 | 16 | 14 | 15 | 13 | 15 | 15 | 11 | 8  | 11 | 9  | 8  | 12 | 9  | 8  | 11 | 9  | 8  | 10 | 11 | 11 | 13 |
| Sporting         | 12 | 9  | 12 | 8  | 10 | 10 | 10 | 10 | 9  | 5  | 7  | 5  | 7  | 11 | 15 | 12 | 11 | 11 | 8  | 9  | 10 | 12 | 12 | 16 | 16 | 17 | 17 | 16 | 16 | 17 | 16 | 15 | 15 | 14 |
| Las Palmas       | 9  | 4  | 10 | 10 | 12 | 9  | 13 | 15 | 17 | 15 | 12 | 9  | 11 | 7  | 6  | 8  | 9  | 10 | 13 | 12 | 15 | 16 | 16 | 15 | 15 | 13 | 14 | 15 | 17 | 14 | 14 | 14 | 14 | 15 |
| Cádiz            | 18 | 14 | 14 | 12 | 13 | 11 | 14 | 12 | 16 | 12 | 17 | 12 | 16 | 15 | 17 | 17 | 16 | 13 | 16 | 14 | 16 | 13 | 14 | 12 | 14 | 14 | 16 | 13 | 15 | 16 | 17 | 17 | 16 | 16 |
| Hércules         | 5  | 8  | 5  | 6  | 5  | 6  | 5  | 6  | 5  | 9  | 9  | 14 | 17 | 13 | 16 | 16 | 17 | 17 | 17 | 17 | 17 | 17 | 17 | 17 | 17 | 16 | 15 | 17 | 14 | 15 | 15 | 16 | 17 | 17 |
| Castellón        | 10 | 15 | 16 | 18 | 18 | 18 | 18 | 18 | 18 | 18 | 18 | 18 | 18 | 18 | 18 | 18 | 18 | 18 | 18 | 18 | 18 | 18 | 18 | 18 | 18 | 18 | 18 | 18 | 18 | 18 | 18 | 18 | 18 | 18 |

## Resultados
| Local \ Visitante   | ATH | ATM | BAR | BET | CAD | CAS | ESP | HER | LAS | OSA | RAC | RMA | RSO | SEV | SPO | VAL | VLD | ZAR |
| ------------------- | --- | --- | --- | --- | --- | --- | --- | --- | --- | --- | --- | --- | --- | --- | --- | --- | --- | --- |
| Athletic Club       | —   | 2–0 | 1–1 | 5–1 | 3–0 | 2–1 | 3–1 | 3–1 | 3–1 | 5–1 | 4–1 | 1–2 | 1–1 | 2–0 | 2–1 | 1–0 | 4–0 | 4–1 |
| Atlético de Madrid  | 2–0 | —   | 0–1 | 1–0 | 1–0 | 3–0 | 1–0 | 1–0 | 3–1 | 2–1 | 0–0 | 2–3 | 2–0 | 1–2 | 1–1 | 2–1 | 2–0 | 1–0 |
| F. C. Barcelona     | 2–2 | 2–0 | —   | 2–2 | 4–0 | 4–3 | 1–3 | 5–0 | 4–0 | 2–0 | 5–1 | 3–1 | 2–0 | 2–0 | 1–0 | 5–1 | 3–1 | 2–1 |
| Real Betis          | 2–1 | 3–1 | 2–0 | —   | 2–0 | 3–1 | 2–0 | 1–2 | 4–1 | 2–0 | 1–1 | 0–0 | 0–1 | 2–0 | 2–0 | 2–3 | 4–0 | 2–0 |
| Cádiz C. F.         | 3–0 | 1–0 | 1–0 | 0–2 | —   | 5–1 | 0–0 | 3–2 | 0–2 | 1–0 | 1–0 | 1–0 | 2–1 | 2–0 | 3–1 | 0–0 | 0–0 | 1–0 |
| C. D. Castellón     | 1–2 | 3–0 | 1–6 | 0–0 | 0–1 | —   | 1–4 | 1–2 | 1–1 | 1–1 | 0–0 | 1–2 | 1–3 | 0–3 | 0–2 | 1–4 | 1–1 | 2–1 |
| R. C. D. Español    | 1–0 | 2–2 | 0–4 | 2–4 | 1–0 | 3–2 | —   | 0–1 | 2–1 | 0–1 | 1–1 | 1–0 | 2–1 | 2–0 | 5–1 | 3–2 | 3–1 | 0–1 |
| Hércules C. F.      | 3–1 | 0–1 | 2–2 | 3–1 | 2–1 | 2–2 | 2–0 | —   | 3–0 | 1–2 | 3–4 | 0–1 | 2–0 | 0–1 | 1–0 | 2–2 | 0–2 | 0–1 |
| U. D. Las Palmas    | 2–1 | 1–2 | 2–1 | 3–1 | 2–0 | 1–3 | 2–0 | 2–0 | —   | 0–0 | 1–1 | 1–0 | 0–0 | 3–1 | 1–1 | 3–0 | 1–1 | 2–4 |
| C. A. Osasuna       | 0–2 | 0–1 | 3–2 | 0–1 | 6–1 | 4–1 | 3–0 | 3–1 | 1–3 | —   | 2–1 | 3–2 | 0–0 | 1–0 | 1–1 | 2–1 | 1–1 | 1–0 |
| Racing de Santander | 1–3 | 1–0 | 0–1 | 2–1 | 2–1 | 4–1 | 2–1 | 2–0 | 3–1 | 0–3 | —   | 3–2 | 2–3 | 3–0 | 1–0 | 1–1 | 3–0 | 0–1 |
| Real Madrid C. F.   | 1–1 | 2–1 | 3–1 | 4–1 | 2–0 | 4–0 | 1–1 | 2–1 | 2–1 | 1–0 | 4–0 | —   | 1–1 | 2–1 | 1–1 | 3–0 | 3–1 | 3–0 |
| Real Sociedad       | 2–1 | 1–0 | 1–1 | 1–0 | 3–0 | 3–1 | 2–1 | 2–1 | 2–0 | 1–0 | 1–1 | 3–1 | —   | 1–0 | 3–0 | 4–1 | 4–0 | 3–0 |
| Sevilla F. C.       | 1–0 | 1–0 | 2–1 | 1–1 | 3–1 | 4–0 | 4–1 | 0–1 | 0–0 | 2–3 | 4–0 | 0–0 | 2–2 | —   | 0–0 | 2–0 | 4–2 | 5–0 |
| Sporting de Gijón   | 1–3 | 3–2 | 0–0 | 1–0 | 2–1 | 1–0 | 4–1 | 1–1 | 4–0 | 2–0 | 2–0 | 0–1 | 2–3 | 0–2 | —   | 1–0 | 2–2 | 1–2 |
| Valencia C. F.      | 4–0 | 1–0 | 3–0 | 2–1 | 1–0 | 1–0 | 1–1 | 2–0 | 3–2 | 4–1 | 3–0 | 2–1 | 1–2 | 3–2 | 1–0 | —   | 3–0 | 2–1 |
| Real Valladolid     | 1–0 | 2–1 | 2–3 | 3–0 | 2–0 | 2–0 | 2–4 | 1–0 | 1–0 | 2–0 | 0–0 | 0–0 | 2–1 | 2–1 | 2–1 | 1–1 | —   | 2–1 |
| Real Zaragoza       | 1–0 | 2–2 | 2–2 | 3–3 | 2–1 | 3–2 | 2–2 | 2–2 | 1–0 | 1–1 | 1–0 | 2–2 | 3–2 | 1–4 | 1–1 | 2–0 | 2–1 | —   |

- Liga de Campeones: Real Sociedad
- Recopa de Europa: Real Madrid y F. C. Barcelona
- Copa UEFA: Valencia CF, Athletic Club, Betis y Sevilla FC
- Descensos: Hércules CF, CD Castellón y Cádiz CF
- Ascensos: UD Salamanca, Celta de Vigo y CD Málaga

## Trofeo Pichichi
Por tercer año consecutivo, Quini logró el Trofeo Pichichi, igualando a Alfredo Di Stéfano como el jugador que más veces ha recibido el galardón, cinco, desde su creación en 1953, aunque por detrás de Telmo Zarra como futbolista que más veces ha sido máximo goleador de la Primera División de España, en seis ocasiones.
| #  | Jugador                    | Equipo        | Goles |
| -- | -------------------------- | ------------- | ----- |
| 1º | Enrique Castro, 'Quini'    | FC Barcelona  | 26    |
| 2º | 'Pichi' Alonso             | Real Zaragoza | 16    |
| 3º | Carlos Diarte              | Real Betis    | 14    |
|    | Pedro Uralde               | Real Sociedad | 14    |
| 5º | Manuel Sarabia             | Athletic Club | 13    |
| 6º | Juan José Castillo Barreto | UD Las Palmas | 11    |